# Château d'Eyjeaux
Le château d'Eyjeaux est un château situé à Eyjeaux, en France.

## Localisation
Le château est situé dans le département français de la Haute-Vienne, sur la commune d'Eyjeaux.

## Historique
Le château date du XVe siècle.
L'édifice fait l’objet d’une inscription au titre des monuments historiques depuis le 12 août 1988.